# Ayaskent, Bergama
Ayaskent là một thị trấn thuộc huyện Bergama, tỉnh İzmir, Thổ Nhĩ Kỳ. Dân số thời điểm năm 2010 là 1.288 người.